# Oblast Batoemi
De oblast Batoemi (Russisch: Батумская область, Batoemskaja oblast) was een oblast (provincie) binnen het onderkoninkrijk van de Kaukasus van het keizerrijk Rusland. De hoofdstad was de stad Batoemi. De oblast Batoemi kwam grofweg overeen met de huidige Georgische autonome republiek Adzjarië en een deel van de Turkse provincie Artvin.
Het gebied grensde binnen het Russische Rijk aan de gouvernementen Koetais en Tiflis en de oblast Kars. Het grensde tevens aan het Ottomaanse Rijk.

## Geschiedenis
De oblast ontstond uit gebieden van het Ottomaanse sanjak Batoemi, na de annexatie van de regio bij het Russische rijk als gevolg van de Russisch-Turkse Oorlog van 1877-1878. Het oblast bestond uit twee okroegen, Batoemi en Artvin. In 1883 werd de oblast opgeheven en werden de twee okroegen ondergebracht in het gouvernement Koetais om in 1903 weer als een apart oblast buiten het gouvernement heropgericht te worden. 
Na de Oktoberrevolutie en het uiteenvallen van het Russische keizerrijk werd het oblast opgenomen in de Democratische Republiek Georgië, maar bleef het betwist worden door de Turken. Na het vertrek van Britse mandaathouders in 1920 kwam het gebied onder Georgisch gezag. Het Turkse leger veroverde het gebied kortstondig in 1921, na de Sovjet verovering van Georgië. Het gebied werd als gevolg van de verdragen van Moskou en Kars in 1921 verdeeld over Turkije en de Georgische sovjetrepubliek van de Sovjet-Unie.